# Powiat Tagawa
Powiat Tagawa (jap. 田川郡 Tagawa-gun) – powiat w Japonii, w prefekturze Fukuoka. W 2020 roku liczył 72 676 mieszkańców.

## Miejscowości
- Aka
- Fukuchi
- Itoda
- Kawara
- Kawasaki
- Ōtō
- Soeda

## Historia[2]

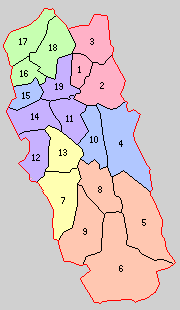
Powiat Tagawa (1889 r.)

- Powiat został założony 1 listopada 1878 roku. Wraz z utworzeniem nowego systemu administracyjnego 1 kwietnia 1889 roku powiat Tagawa został podzielony na 19 wiosek[3].
- 22 lipca 1898 – wioska Kawara zdobyła status miejscowości. (1 miejscowość, 18 wiosek)
- 1 stycznia 1907 – wioska Soeda powiększyła się o teren wsi Chūganji (中元寺村). (1 miejscowość, 17 wiosek)
- 1 kwietnia 1907 – wioska Yugeta zdobyła status miejscowości i zmieniła nazwę na Gotōji. (2 miejscowości, 16 wiosek)
- 1 kwietnia 1912 – wioska Soeda zdobyła status miejscowości. (3 miejscowości, 15 wiosek)
- 1 stycznia 1914 – wioska Ita zdobyła status miejscowości. (4 miejscowości, 14 wiosek)
- 28 lipca 1916 – wioska Kanda zdobyła status miejscowości i zmieniła nazwę na Kanada. (5 miejscowości, 13 wiosek)
- 1 maja 1933 – wioska Kanagawa została połączona z miejscowością Ita. (5 miejscowości, 12 wiosek)
- 1 kwietnia 1937 – wioska 安真木村 została połączona z wioską Kawasaki. (5 miejscowości, 11 wiosek)
- 15 sierpnia 1938 – wioska Kawasaki zdobyła status miejscowości. (6 miejscowości, 10 wiosek)
- 1 stycznia 1939 – wioska Itoda zdobyła status miejscowości. (7 miejscowości, 9 wiosek)
- 3 listopada 1939 – wioska Ueno zdobyła status miejscowości i zmieniła nazwę na Akaike. (8 miejscowości, 8 wiosek)
- 11 lutego 1942 – wioska Hikoyama została włączona w teren miejscowości Soeda. (8 miejscowości, 7 wiosek)
- 3 listopada 1943 – w wyniku połączenia miejscowości Ita i Gotōji powstało miasto Tagawa. (6 miejscowości, 7 wiosek)
- 1 stycznia 1955 – miejscowość Soeda powiększyła się o teren wsi Tsuno. (6 miejscowości, 6 wiosek)
- 5 kwietnia 1955 – część wsi Iikane została włączona w teren miasta Yamada, a pozostała część – miasta Tagawa. (6 miejscowości, 5 wiosek)
- 1 sierpnia 1956 – wioska Hōjō zdobyła status miejscowości. (7 miejscowości, 4 wioski)
- 30 września 1956 – miejscowość Kawara powiększyła się o teren wiosek Magarikane i Saidōsho. (7 miejscowości, 2 wioski)
- 1 stycznia 1960 – wioska Ōtō zdobyła status miejscowości. (8 miejscowości, 1 wioska)
- 6 marca 2006 – w wyniku połączenia miejscowości Kanda, Akaike i Hōjō powstała miejscowość Fukuchi. (6 miejscowości, 1 wioska)